# Crazy Legs
Crazy Legs – album studyjny gitarzysty Jeffa Becka oraz zespołu Big Town Playboys. Wydawnictwo ukazało się 29 czerwca 1993 roku nakładem wytwórni muzycznej Epic Records.

## Lista utworów
Opracowano na podstawie materiału źródłowego.
| Nr  | Tytuł utworu                     | Autorzy                                | Długość |
| --- | -------------------------------- | -------------------------------------- | ------- |
| 1.  | „Race With The Devil”            | G. Vincent, W. Davis                   | 1:59    |
| 2.  | „Cruisin'”                       | G. Vincent, W. Davis                   | 2:19    |
| 3.  | „Crazy Legs”                     | D. Woolfe, J. Reed                     | 2:19    |
| 4.  | „Double Talkin' Baby”            | D. Woolfe, J. Reed                     | 2:03    |
| 5.  | „Woman Love”                     | J. Rhodes                              | 2:33    |
| 6.  | „Lotta Lovin'”                   | B. Bedwell                             | 2:03    |
| 7.  | „Catman”                         | G. Vincent, W. Davis                   | 2:23    |
| 8.  | „Pink Thunderbird”               | P. Peek, W. Davis                      | 2:30    |
| 9.  | „Baby Blue”                      | R. Jones, G. Vincent                   | 2:34    |
| 10. | „You Better Believe”             | C. Gallup                              | 2:08    |
| 11. | „Who Slapped John?”              | G. Vincent, W. Davis                   | 1:53    |
| 12. | „Say Mama”                       | J. Earl, J. Meeks                      | 2:11    |
| 13. | „Red Blue Jeans And A Pony Tail” | J. Rhodes, W. Davis                    | 2:16    |
| 14. | „Five Feet Of Lovin'”            | B. Peddy, M. Tillis                    | 2:09    |
| 15. | „B-I-Bickey-Bi-Bo-Bo-Go”         | D. Carter, D. Nalls, J. Rhodes         | 2:11    |
| 16. | „Blues Stay Away From Me”        | A. Delmore, Glover, R. Delmore, Rainey | 2:22    |
| 17. | „Pretty Pretty Baby”             | D. Wolfe                               | 2:24    |
| 18. | „Old Me, Hug Me, Rock Me”        | G. Vincent, W. Davis                   | 2:14    |
|     |                                  |                                        | 40:31   |

## Listy sprzedaży
| Lista         | Kraj              | Pozycja |
| ------------- | ----------------- | ------- |
| Billboard 200 | Stany Zjednoczone | 171     |